# هامبتون فالس (نيوهامشير)
هامبتون فالس (بالإنجليزية: Hampton Falls, New Hampshire)‏ هي بلدة أمريكية تقع في الولايات المتحدة في Rockingham County. يقدر عدد سكانها بـ 2,236 نسمة ومساحتها 32.4 كم2 ووترتفع عن سطح البحر 20 متر.

## أعلام
- رالف آدامز كرام
- أليس براون
- ويزلي باول
- فرانكلين بنجامين سانبورن